# Tenchō
Tenchō (japanisch 天長) ist eine japanische Ära (Nengō) von  Februar 824 bis Februar 834 nach dem gregorianischen Kalender. Der vorhergehende Äraname ist Kōnin, die nachfolgende Ära heißt Jōwa. Die Ära fällt in die Regierungszeit der Kaiser (Tennō) Junna und Nimmyō.
Der erste Tag der Tenchō-Ära entspricht dem 8. Februar 824, der letzte Tag war der 13. Februar 834. Die Tenchō-Ära dauerte elf Jahre oder 3659 Tage.

## Ereignisse
- 824 Freies Land in der Provinz Mutsu wird durch koreanische Einwanderer aus Silla besiedelt